# Довидишковский договор
Довиди́шковский догово́р (лит. Dovydiškių sutartis) — тайное соглашение, подписанное 31 мая 1380 года между великим князем литовским Ягайло и великим магистром Тевтонского ордена Винрихом фон Книпроде. Договор был направлен против дяди Ягайло князя трокского Кейстута и в итоге стал одной из причин начала первой гражданской войны в Великом княжестве Литовском.

## Исторический контекст
В 1377 году умер великий князь Ольгерд, в посмертном волеизъявлении объявив своим преемником сына от второго брака Ягайло, а не своего брата и фактического соправителя Кейстута или же старшего своего сына. Кейстут и его сын Витовт признали титул Ягайло и поддерживали с ним дружеские отношения, даже когда его право на великокняжеский стол было оспорено старшим сыном Ольгерда Андреем Полоцким.
Зимой 1378 года Орден организовал крупную военную кампанию против Литвы. Крестоносцы дошли до Бреста и вышли к Припяти. Ливонский орден вторгся в Упитскую землю. Очередная кампания угрожала столице Княжества — Вильне. Кейстут предложил заключить перемирие и обменяться военнопленными. 29 сентября 1379 года в Троках было подписано десятилетнее перемирие. Это было последнее соглашение, подписанное Ягайло и Кейстутом совместно. Тем не менее перемирие с Орденом гарантировало безопасность только христианским землям Великого княжества на юге и востоке, тогда как языческие территории на северо-западе оставались под угрозой со стороны крестоносцев.
В феврале 1380 года Ягайло без согласования с Кейстутом заключил пятимесячное перемирие с Ливонским орденом для защиты своих наследственных земель в Литве, а также Полоцка, только что отнятого у своего брата и конкурента Андрея Полоцкого.

## Обстоятельства соглашения
Чтобы подписание договора осталось в тайне, крестоносцы в мае 1380 года организовали пятидневную охоту, на которую были приглашены Ягайло, его советник Войдило, а также Витовт с советником Иваном Гольшанским. До сих пор неизвестно, знал ли о тайных переговорах, направленных против его отца, Витовт. Современный исследователь Э. Гудавичюс склоняется к мысли, что о существе переговоров Витовт был осведомлён, однако не хотел вступать в открытый конфликт с Ягайло. Со стороны Ордена присутствовали великий комтур Рюдигер фон Эльнер, комтур Эльбинга Ульрих фон Фрикке и фогт Диршау Альбрехт фон Люхтенберг.
Место подписания соглашения неизвестно. Название Давыдишки обнаружено только в хрониках Виганда фон Марбурга как Dowidisken. В самом же тексте соглашения упоминается название Daudiske (нем. Daudiske или Daudisken). Тем не менее, место с таким названием неизвестно ни в Литве, ни в Пруссии. Существует гипотеза, согласно которой соглашение было подписано где-то между Ковно и Инстербургом, или деревня, в которой подписывался договор, называлась Шаудинишки.
В целом, условия соглашения были запутанными и неоднозначными. Ягайло и Орден договорились о совместном ненападении. Согласно положениям договора, Ягайло соглашался не препятствовать Тевтонскому ордену воевать с Кейстутом и его детьми. Однако если оказание помощи Кейстуту было бы необходимым, чтобы избежать подозрений, это бы не являлось нарушением соглашения. Также в целях маскировки предусматривался вариант, что действие договора не прерывалось бы, если бы крестоносцы «задели» владения Ягайло.
Основной причиной заключение соглашения со стороны Ягайло являлась гарантия нейтралитета Ордена в борьбе за власть между ним и князьями Андреем Полоцким, Дмитрием Брянским, и их союзником Дмитрием Донским. Накануне Куликовской битвы Ягайло, обезопасив западные границы Княжества, объединился с Золотой Ордой против Великого княжества Московского, однако хан Мамай не дождался его поддержки, и войско Орды было разбито на Куликовом поле.
Некоторые историки считают, что инициатива заключения соглашения исходила от матери Ягайло Иулиании Тверской или от его советника Войдило. Другие указывают на то, что Кейстуту было 80 лет и что он решительно не принимал христианство, тогда как Ягайло было около 30 лет, и он искал пути модернизации страны.

## Последствия
В 1381 году крестоносцы вторглись в земли Кейстута — Трокское княжество и Жемайтию. Продвигаясь к Трокам, войско Ордена впервые использовало бомбарды. Был разрушен Новый замок и взято в плен 3 000 человек. После этого тевтонцы известили Кейстута о тайном договоре с Ягайло. Колеблясь, Кейстут решил посоветоваться с Витовтом, который заявил, что о подобном соглашении ему ничего не известно. В конце 1381 года Кейстут решил выступить против Ягайло. Он обложил Вильну и провозгласил себя великим князем. Разразилась гражданская война, которая завершилась убийством Кейстута в Кревском замке. Витовт бежал в земли Тевтонского ордена, заключил с ними соглашение, после чего начался новый этап противостояния. Он закончился примирением Витовта и Ягайло в 1384 году.